# ママがサンタにキッスした
「ママがサンタにキッスした」（「ママがサンタにキスをした」とも。原題：I Saw Mommy Kissing Santa Claus）は、トミー・コーナーが作詞作曲したクリスマス・ソングである。
オリジナルは、1952年6月15日にジミー・ボイドが13歳のときに録音した。ビルボードのチャートで1952年12月に1位を記録し、キャッシュボックスのチャートでは1953年のはじめに1位を記録した。この歌はサックス・フィフス・アベニュー百貨店で数十年間クリスマスカードの宣伝のために流されていた。
詞は、子供がクリスマスに母親がサンタクロースにキスをしているのを目撃した内容である。
クリスマスにキスをするという内容に対して、ボストンのカトリック教会はボイドのレコードを非難した。そのため、ボイドは大司教区へ歌を説明しに行き、話し合いの後で解禁された。
1985年時点で、日本音楽著作権協会調べによると日本国内では91種のレコード及びテープが流通している。同じく日本国内では1984年10月〜12月の3か月で全バージョン計で19万3000枚（本）が販売された。

## カバー
1952年、冗談音楽の王様ことスパイク・ジョーンズがこの歌を発表した（歌はジョージ・ロックが担当）。また、ジョーンズはパロディ「I Saw Mommy Screwing Santa Claus」（ママがサンタとやってるのを見た）も発表している。
そのほか、ザ・ロネッツ、モリー・ビー、ビバリー・シスターズ、ジャクソン5、リーバ・マッキンタイア、ジョン・メレンキャンプ、ジョン・プライン、ティニー・ティム、チーター・ガールズ、ビフ・ネイキッド、ジェシカ・シンプソン、テレサ・ブリュワー、シークレット・チーフス3らがこの歌をカバーしている。ル・ポールとキップ・アデッタは、詞とタイトルを「I Saw Daddy Kissing Santa Claus」に変更した上でこの歌をカバーしている。

### インターナショナル・バージョン
この歌は各国の言葉に翻訳され、世界中で歌われている。
- デンマーク語：「Jeg så julemanden kysse mor」
- フィンランド語：「Kun joulupukki suukon sai」
- フランス語：「J'ai vu maman embrasser le Père Noël」
- ノルウェー語：「Jeg så mamma kysse nissen」
- スウェーデン語：「Jag såg mamma kyssa tomten」
- スペイン語：「Hoy vi a Santa Claus besar a mamá」
- 日本語：「ママがサンタにキッスした」（漣健児訳[20]。後藤久美子[20]、弘田三枝子[20]、天地真理[20]、天童よしみ[21]、鈴木雅之[22]、AAA[23]、らが歌っている。）または「ママがサンタにキスをした」